# Verdienter Bauarbeiter der Deutschen Demokratischen Republik
Verdienter Bauarbeiter der Deutschen Demokratischen Republik war eine staatliche Auszeichnung  der Deutschen Demokratischen Republik (DDR), welche in Form eines Ehrentitels mit Urkunde und einer tragbaren Medaille verliehen wurde.

## Beschreibung
Gestiftet wurde der Titel am 5. Oktober 1972. Seine Verleihung erfolgte für hervorragende Leistungen bei der Lösung volkswirtschaftlicher Aufgaben des Bauwesens sowie für besondere Verdienste und Initiativen im sozialistischen Wettbewerb. Ferner auch für ausgezeichnete Leistungen auf wissenschaftlich-technischem Gebiet und Rationalisierung im Bauwesen. Letztendlich auch für langjährige vorbildliche Einsatzbereitschaft in diesem Gebiet. Die Höchstanzahl der Verleihungen pro Jahr war auf 50 Ehrentitel begrenzt.

## Medaille zum Ehrentitel

### Aussehen
Die vergoldete Medaille mit einem Durchmesser von 30 mm zeigt auf ihren Avers die Darstellung eines Bauarbeiters mit ausgestreckten rechtem Arm vor angedeuteten Bauwerken. Das Revers der Medaille zeigt oben das kleine Staatswappen der DDR und darunter die dreizeilige Inschrift: VERDIENTER / BAUARBEITER / DER DDR.

### Trageweise
Getragen wurde die Medaille auf der linken oberen Brustseite an einem 25 × 14 mm blau bezogenen Ordensband. Auf ihm sind zwei senkrechte schwarz-rot-goldene Streifen von 2,5 mm Breite eingewebt, die den Saum bilden. In der Mitte des Bandes ist zusätzlich eine Miniatur des Staatswappens, ebenfalls vergoldet, aufgelegt worden.